# Air Mekong
Mekong Aviation Joint Stock Company, действовавшая как Air Mekong (вьет. Công ty Cổ phần Hàng không Mê Kông), — закрытая ныне вьетнамская авиакомпания со штаб-квартирой на острове Фукуок (провинция Кьензянг), осуществлявшая регулярные и чартерные пассажирские перевозки по аэропортам страны.
Главным транзитным узлом (хабом) перевозчика был аэропорт Зыонгдонг[уточнить], в качестве дополнительных хабов использовались международный аэропорт Нойбай и международный аэропорт Таншоннят.
С 28 февраля 2013 г. Air Mekong приостановила все вылеты на время реструктуризации компании, однако, вместо реструктуризации произошло закрытие.

## Общие сведения
Air Mekong была основана в 2009 году и начала операционную деятельность 9 октября следующего года, став второй по счёту частной авиакомпанией Вьетнама после Indochina Airlines (прекратила существование в 2009 году) и VietJet Air.
По состоянию на январь 2011 года авиакомпания эксплуатировала четыре самолёта Bombardier CRJ 900, салоны которых в двухклассной компоновке рассчитаны на 90 пассажирских мест. Все лайнеры находились в аренде и были приписаны к флоту североамериканского перевозчика SkyWest Airlines.

## Маршрутная сеть
В феврале 2011 года авиакомпания Air Mekong осуществляла регулярные пассажирские перевозки по следующим пунктам назначения:
- Буонметхуот — Аэропорт Буонметхуот
- Кондао — Аэропорт Кондао
- Далат — Международный аэропорт Льенкхыонг
- Ханой — Международный аэропорт Нойбай (хаб)
- Хошимин — Международный аэропорт Таншоннят (хаб)
- Фукуок — Аэропорт Зыонгдонг (хаб)
- Плейку — Аэропорт Плейку

## Флот

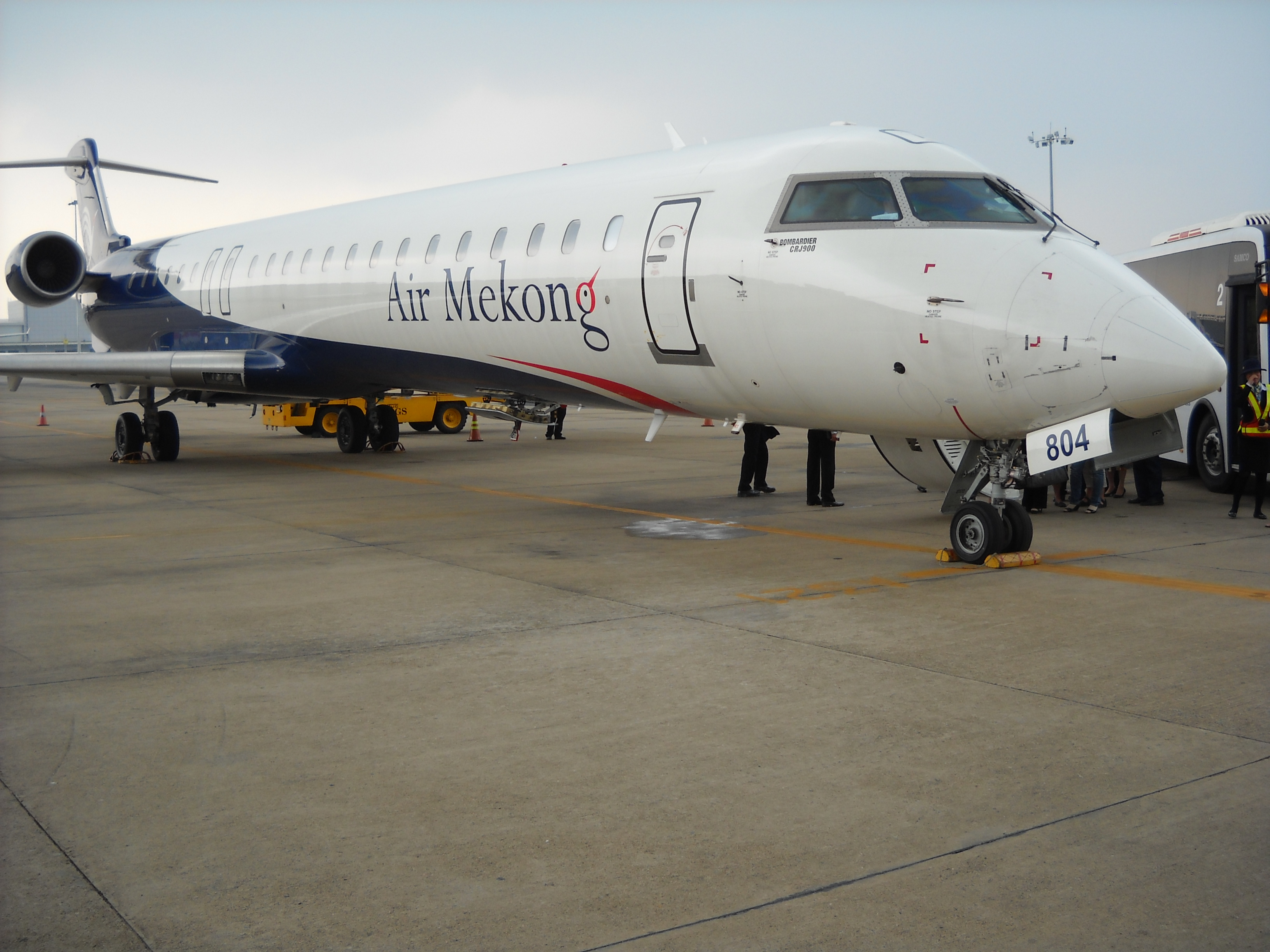
CRJ-900 авиакомпании Air Mekong

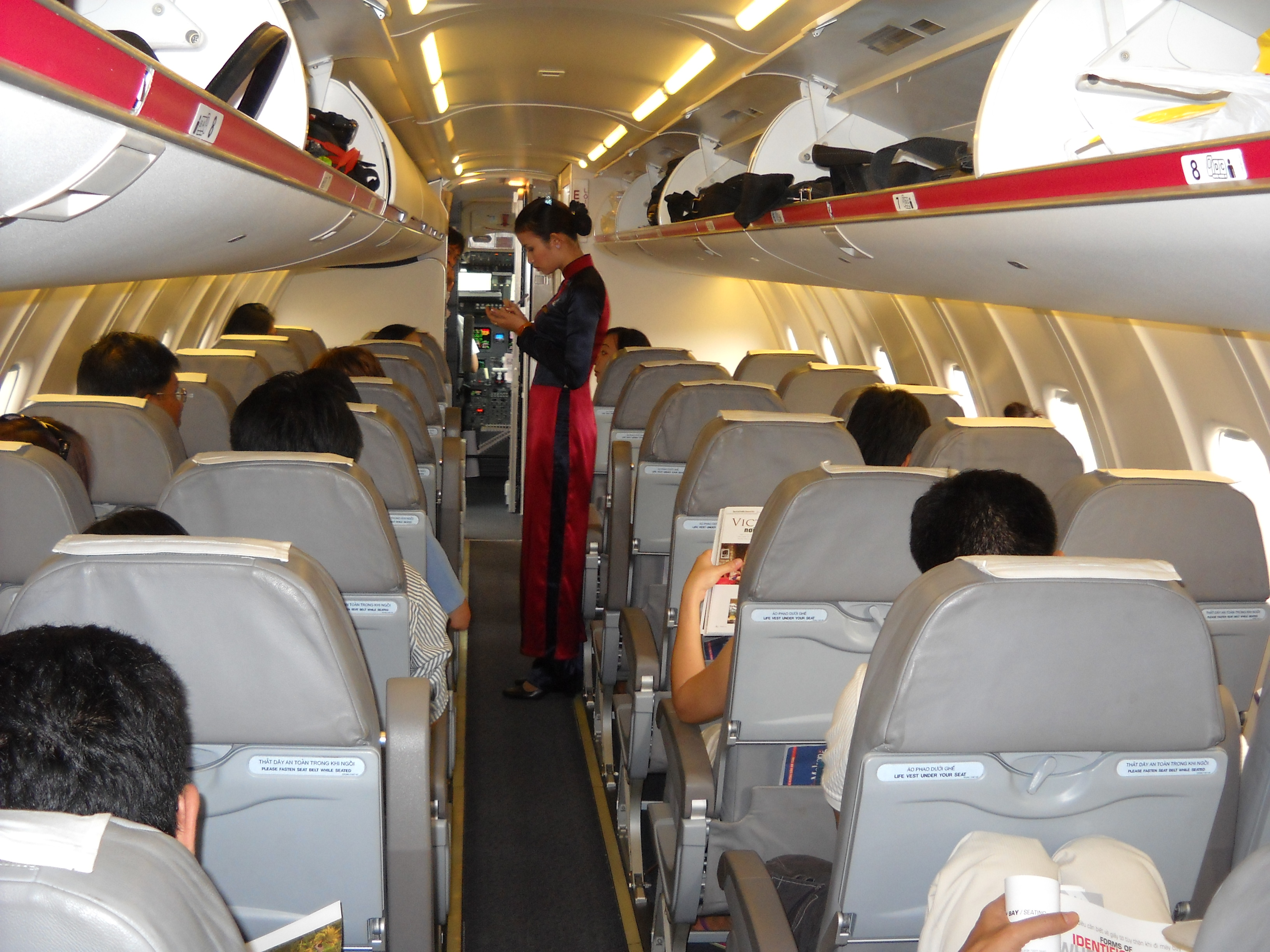
Пассажирский салон CRJ-900 авиакомпании Air Mekong

Air Mekong эксплуатировала четыре самолёта Bombardier CRJ 900, находящихся в лизинге из региональной авиакомпании США SkyWest Airlines.

## Прекращение деятельности
В феврале 2013 года Air Mekong сообщила, что 28 февраля будет последним днём, когда компания обслуживает пассажиров, после чего она будет закрыта «на реструктуризацию». В течение следующих 12 месяцев компания не выполняла полётов, что по действовавшим авиационным правилам влекло отзыв лицензии авиакомпании. 6 января 2015 года Министерство транспорта Вьетнама утвердило Решение 22/QD-BGTVT об отзыве лицензии.
Через три года после прекращения полётов, в 2016 году, Корпорация аэропортов Вьетнама признала безнадёжными долги компании AirMekong суммой в 26 млрд. донгов. По состоянию на 2018 год компания находилась в процессе ликвидации.